# Karel Struijs
Karel Struijs (Amsterdam, 11 september 1892 - Naarden, 30 maart 1974) was een Nederlands waterpolospeler.
Karel Struijs nam tweemaal deel aan de Olympische Zomerspelen in 1920, 1924. In de competitie kwam Struijs uit voor Neptunus uit Arnhem.
Gé Bohlander · 
Johan Cortlever · 
Leen Hoogendijk · 
Carl Kratz · 
Karel Meijer · 
Piet Plantinga · 
Jean van Silfhout · 
Karel Struijs · 
Piet van der Velden
Jan den Boer · 
Willy Bohlander · 
Gé Bohlander · 
Willem Bokhoven · 
Sjaak Köhler · 
Han van Senus · 
Karel Struijs